# Mistrzostwa Afryki w Strzelectwie 1995
Mistrzostwa Afryki w Strzelectwie 1995 – czwarte mistrzostwa Afryki w strzelectwie, które rozegrano w egipskim Kairze. O medale mistrzostw Afryki po raz pierwszy rywalizowały kobiety.
Rozegrano jedenaście konkurencji męskich i pięć konkurencji żeńskich. Medale na tych mistrzostwach zdobywali przedstawiciele tylko dwóch reprezentacji: Egiptu i Republiki Południowej Afryki. W klasyfikacji medalowej wyraźnie zwyciężyli jednak strzelcy z południa Afryki. Najwięcej medali zdobył Allan McDonald z RPA (3).

## Klasyfikacja medalowa
Gospodarze mistrzostw
| Pozycja | Kraj              | Złoto | Srebro | Brąz | Łącznie |
| ------- | ----------------- | ----- | ------ | ---- | ------- |
| 1       | Południowa Afryka | 12    | 5      | 8    | 25      |
| 2       | Egipt             | 4     | 10     | 7    | 21      |

## Medaliści

### Mężczyźni
| Konkurencja                              | Złoto                | Wynik              | Srebro            | Wynik              | Brąz                       | Wynik              |
| Karabin dowolny leżąc, 50 metrów         | Manfred Fiess        | 584+100,9 (684,9)  | Ahmed Refaat      | 584+99,8 (683,8)   | Magdy Hamza                | 584+98,5 (682,5)   |
| Karabin pneumatyczny, 10 metrów          | Jaco Henn            | 580+95,7 (675,7)   | Mohamed Abdellah  | 575+97,9 (672,9)   | Fred Senore                | 573+97,1 (670,1)   |
| Pistolet standardowy, 25 metrów          | Allan McDonald       | 560                | Emad El-Gendy     | 554                | Yasser Elaasy              | 546                |
| Pistolet pneumatyczny, 10 metrów         | Seoud El-Mashady     | 569+97,2 (666,2)   | Sherif Salaheldin | 569+96,0 (665,0)   | Barend van den Bergh       | 567+97,9 (664,9)   |
| Karabin dowolny, trzy pozycje, 50 metrów | Jaco Henn            | 1124+87,8 (1211,8) | Aiman Shabana     | 1117+90,8 (1207,8) | Mohamed Amer               | 1119+87,3 (1206,3) |
| Pistolet dowolny, 50 metrów              | Daniel van Tonder    | 542+92,8 (634,8)   | Tarek Zaki        | 547+83,2 (630,2)   | Barend van den Bergh       | 530+94,4 (624,4)   |
| Pistolet szybkostrzelny, 25 metrów       | Raouf Omar           | 567+99,4 (666,4)   | Allan McDonald    | 571+94,8 (665,8)   | Emad El-Gendy              | 569+92,4 (661,4)   |
| Pistolet centralnego zapłonu, 25 metrów  | Stefanus van Emmenis | 577                | Allan McDonald    | 575                | Johan Christiaan Claassens | 573                |
| Trap                                     | Esam Hamdy           | 110+23 (133)       | Sherif Saleh      | 114+18 (132)       | Orazio Cremona             | 108+22 (130)       |
| Trap podwójny                            | Frans Swart          | 117+37 (154)       | Hosam Foad        | 119+33 (152)       | Mark Kalell                | 111+38 (149)       |
| Skeet                                    | Melville Hains       | 117+24 (141)       | Khaled Sabet      | 115+23 (138)       | Mohamed Khorched           | 115+23 (138)       |

### Kobiety
| Konkurencja                              | Złoto          | Wynik             | Srebro                      | Wynik                       | Brąz                        | Wynik                       |
| Karabin pneumatyczny, 10 metrów          | Val Martin     | 369+94,7 (463,7)  | Isebel Meyer                | 373+90,1 (463,1)            | Amira Bedewy                | 356+92,2 (448,2)            |
| Pistolet pneumatyczny, 10 metrów         | Helena Levy    | 378+93,6 (471,6)  | Aziza Aboulela              | 355+96,3 (451,3)            | Suaimaa Laz                 | 356+95,0 (451,0)            |
| Karabin dowolny, trzy pozycje, 50 metrów | Helena Basson  | 551+73,0 (624,0)  | Val Martin                  | 541+81,1 (622,1)            | Isebel Meyer                | 526+81,0 (607,0)            |
| Pistolet dowolny, 25 metrów              | Danieta Nell   | 563+100,3 (663,3) | Elenora Voges               | 562+101,0 (663,0)           | Helena Levy                 | 562+97,4 (659,4)            |
| Trap podwójny                            | Mona El-Hawary | 81+30 (111)       | Przyznano tylko jeden medal | Przyznano tylko jeden medal | Przyznano tylko jeden medal | Przyznano tylko jeden medal |